# Oedignathus
Oedignathus is een geslacht van kreeftachtigen uit de klasse van de Malacostraca (hogere kreeftachtigen).

## Soort
- Oedignathus inermis (Stimpson, 1860)